# Andeskievit
De andeskievit (Vanellus resplendens) behoort tot de familie van de kieviten en plevieren (Charadriidae).

## Verspreiding en leefgebied
Deze soort komt voor van Colombia tot in noordwestelijk Argentinië.

## Status
De grootte van de populatie wordt geschat op 1000 tot 10.000 individuen. Op de Rode lijst van de IUCN heeft deze soort de status niet bedreigd.